# Edificio 19 de Junio (Montevideo)
El Edificio 19 de junio, es la sede de la agencia homónima del Banco de la República Oriental del Uruguay en la ciudad de Montevideo. El edificio fue inaugurado el 8 de abril de 1976 y su denominación homenajea al natalicio de José Gervasio Artigas. 

## Historia

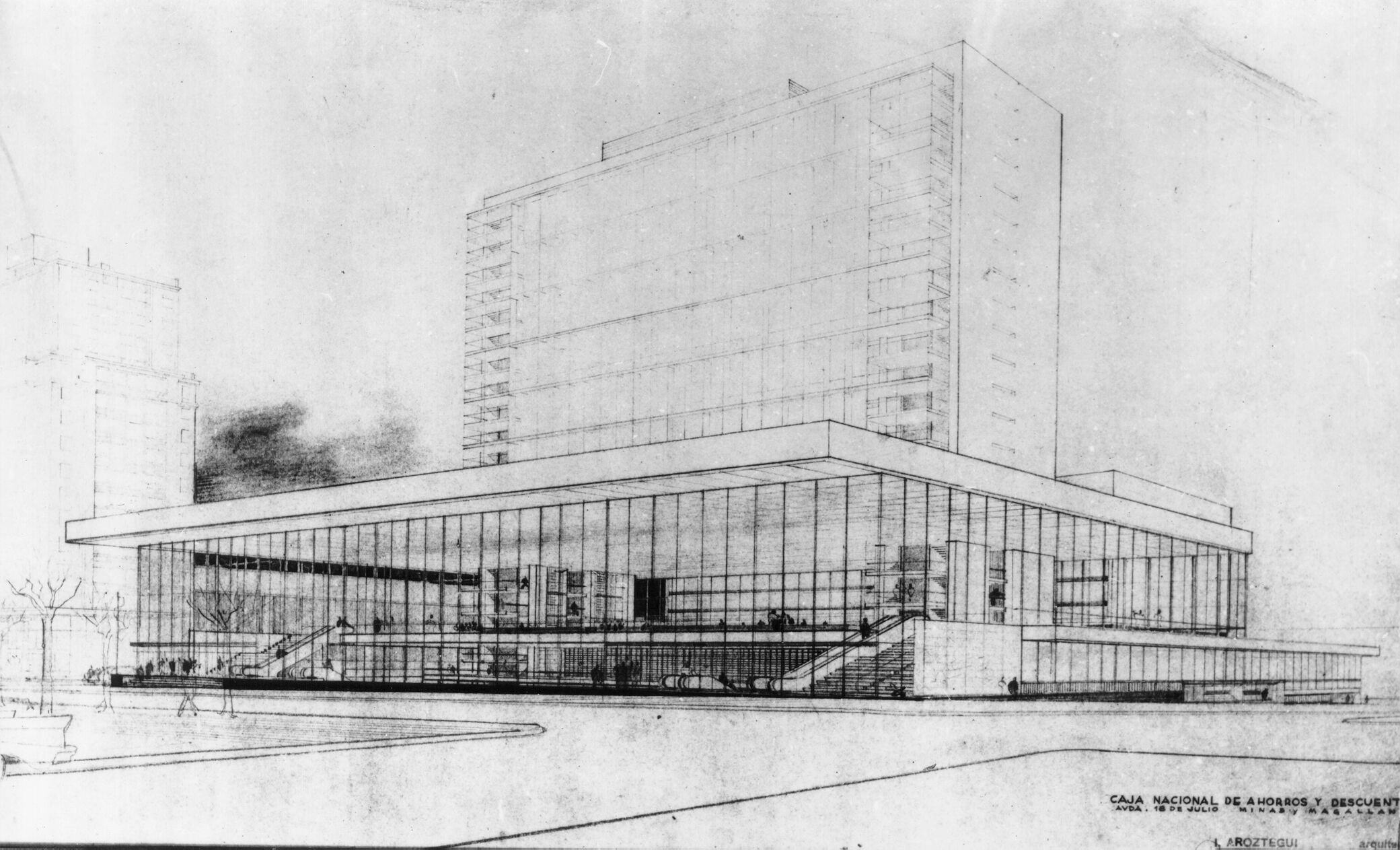
Dibujo Técnico del Edificio

En los años cuarenta, se llama a concurso para la construcción del edificio sede de la Caja Nacional de Ahorros y Descuentos. En 1946 el jurado del concurso no se define por un primer premio y definen como proyecto ganador el presentado por el arquitecto uruguayo Ildefonso Aroztegui, aunque el proyecto finalmente no se encargaría. 
En los años cincuenta, el Banco República decide retomar el proyecto que había quedado abandonado, y encargar al mismo arquitecto, la construcción del edificio presentado para establecer allí una sucursal bancaria. 

Edificio que es finalmente  inaugurado en 1976 y se encuentra ubicado  sobre la principal avenida de Montevideo, la Avenida 18 de Julio, frente a la Plaza de los Treinta y Tres Orientales, ocupando una manzana entera, delimitada por la Av. 18 de julio, y las calles, Minas, Guayabos y Magallanes.

## Arquitectura
Según la publicación del Laboratorio Materia 2010, el edificio gracias al "lenguaje miesiaco, parco, casi mudo, se impone a través de dos prismas perfectos, etéreos, contenedores neutros de un espacio interior que se adivina puro e impersonal"